# Absolve Domine

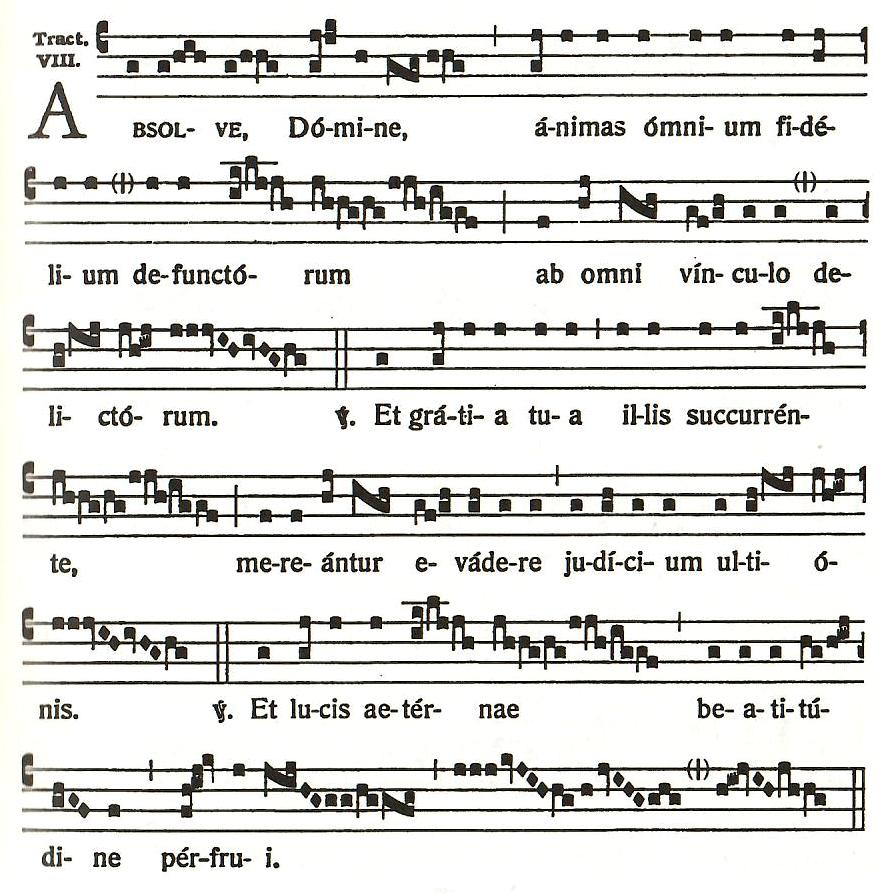
Absolve, Domine im Graduale Novum

Absolve Domine, benannt nach seinem Incipit, ist der Tractus des Requiems in der römisch-katholischen Liturgie, der im Ablauf der Totenmesse direkt auf den Gesang des Graduale folgt.
Nach der gregorianischen Melodie des Tractus werden auch in der Liturgie der Osternacht mehrere Texte gesungen: sechsmal (im Missale Romanum von 1962: dreimal) als Canticum nach den alttestamentarischen Lesungen, im Missale Romanum von 1962 zusätzlich während der Prozession zum Taufbrunnen mit dem Text des Ps 42  (41,2-4) und noch einmal mit dem Text des Ps 117  (116) zwischen Lesung und Evangelium im Anschluss an den Gesang des Oster-Alleluia.

## Text
Lateinischer Text:
Absolve, Domine, animas omnium fidelium defunctorum ab omni vinculo delictorum.
Et gratia tua illis succurrente, mereantur evadere judicium ultionis.
Et lucis aeternae beatitudine perfrui.
Deutsche Übersetzung:
Befreie, o Herr, die Seelen aller verstorbenen Gläubigen von jeder Fessel der Schuld.
Deine Gnade komme ihnen zu Hilfe, auf dass sie entrinnen dem Rachegerichte.
Lass sie genießen des ewigen Lichtes Glückseligkeit.

## Vertonungen
- Gregorianischer Choral auf www.youtube.com
- Absolve Domine von Peter Cornelius
- Absolve Domine im Requiem von Orlando di Lasso
- Absolve Domine im Requiem für Philipp II. von Cristóbal de Morales
- Absolve Domine im Requiem von Dieter Gaisbauer[4]